# Tripartiteklasse
De Tripartiteklasse is een klasse van mijnenjagers die vanaf 1974 door de Belgische, de Franse en de Nederlandse marines is ontwikkeld.
In 1973 bestuderen deze drie landen de behoefte aan een nieuwe mijnenjager en in februari 1974 ontstaat het idee om de nieuwe schepen samen te ontwikkelen. Op 9 december 1974 ondertekenen de hoofden van de staven van de drie betrokken marines een samenwerkingsovereenkomst die leidt tot de bestelling van 35 schepen: 10 door Frankrijk, 10 door België en 15 door Nederland. De mijnenjagers worden ook door andere marines gebruikt: Nederland verkocht schepen aan Indonesië en Letland, België aan Frankrijk en Bulgarije, Frankrijk aan Pakistan.
De tien Belgische mijnenjagers worden in de jaren tachtig gebouwd door het consortium Polyship. Deze schepen dragen de naam van een bloem, de klasse wordt hier dan ook de 'flower class' genoemd of ook wel Bellisklasse. In Frankrijk is het de Eridanklasse met sterrenbeelden als namen, in Nederland spreekt men van de Alkmaarklasse, met plaatsnamen.
Vanaf 2025 worden de schepen van deze klasse geleidelijk vervangen door deze van de Vlissingenklasse.

## Modernisering
In 2005 werd zowel in België als in Nederland een modernisatieproject opgestart (BENECUP: Belgian Netherlands Capability Upgrade Project). Tijdens deze transformatie werd de PAP (poisson Auto Propulsé) vervangen door de SEAFOX. Beide zijn ROV's die mijnen opsporen en vernietigen.

## Opdrachten
De hoofdmissie van een mijnenjager is, zoals de naam het aanduidt, het detecteren en neutraliseren van alle soorten mijnen (grond- of verankerde mijnen) - die zich in de commerciële wateren, de toegangswegen tot de havens, in ankerzones, enz. bevinden - om zodoende de veiligheid van de bevaarbare wateren en de toegankelijkheid tot de havens te verzekeren en de bevoorrading van het land te vrijwaren. In het kader van de NAVO kan deze taak uitgebreid worden buiten de landsgrenzen om de belangen van de geallieerden te verdedigen. Naast deze missie worden de mijnenjagers ingezet voor de opleiding van leerlingen en ook voor representatie.

## Sensoren
a) Oppervlaktedetectie:
•Consilium Selesmar Type T-250/10CM003 Radar
b) Onderwaterdetectie:
•Hull Mounted Sonar (HMS) Thales Underwater Systems TSM 2022 Mk III
•Self Propelled Variable Depth Sonar (SPVDS) SAAB Bofors Double Eagle Mk III (met Thales TSM 2022 Mk III sonar uitgerust).
c) Mijnenbestrijding Tactisch Systeem:
•Atlas Elektronik IMCMS (Integrated Mine Counter Measures System)
d) Radionavigatie systeem (primair):
•Trimble NavtrackXL DGPS-GPS receiver.
e) Navigatiesysteem (secundair):
•IXSEA (PHINS=Photonetics Inertial Navigation System) inertieel navigatiesysteem
f) Navigatielog:
•Atlas Elektronik Doppler log gekoppeld aan automatische piloot
g) Dieptemeting:
•NUBS-8A dieptemeter en Celerimeter (Sound Velocity Profiler)
h) Mijnidentificatie- en neutralisatie-apparatuur:
•Duiker-ontmijners (4ea) met VIPER mengselapparatuur
•Atlas Elektronik Seafox Mine Disposal and Identification System (MIDS) type Identification (I-versie) en type Combat (C-versie) tegen grond/verankerde/drijvende mijnen

## Schepen

### Belgische Marine
Klasse Flower
- M915 Aster (verkocht in 2018 aan Pakistan)
- M916 Bellis
- M917 Crocus
- M918 Dianthus (verkocht aan Frankrijk in 1993)
- M919 Fuchsia (verkocht aan Frankrijk in 1993)
- M920 Iris (verkocht aan Frankrijk in 1993)
- M921 Lobelia
- M922 Myosotis (verkocht aan Bulgarije in 2008)
- M923 Narcis (Beloofd als donatie aan Oekraïne)
- M924 Primula

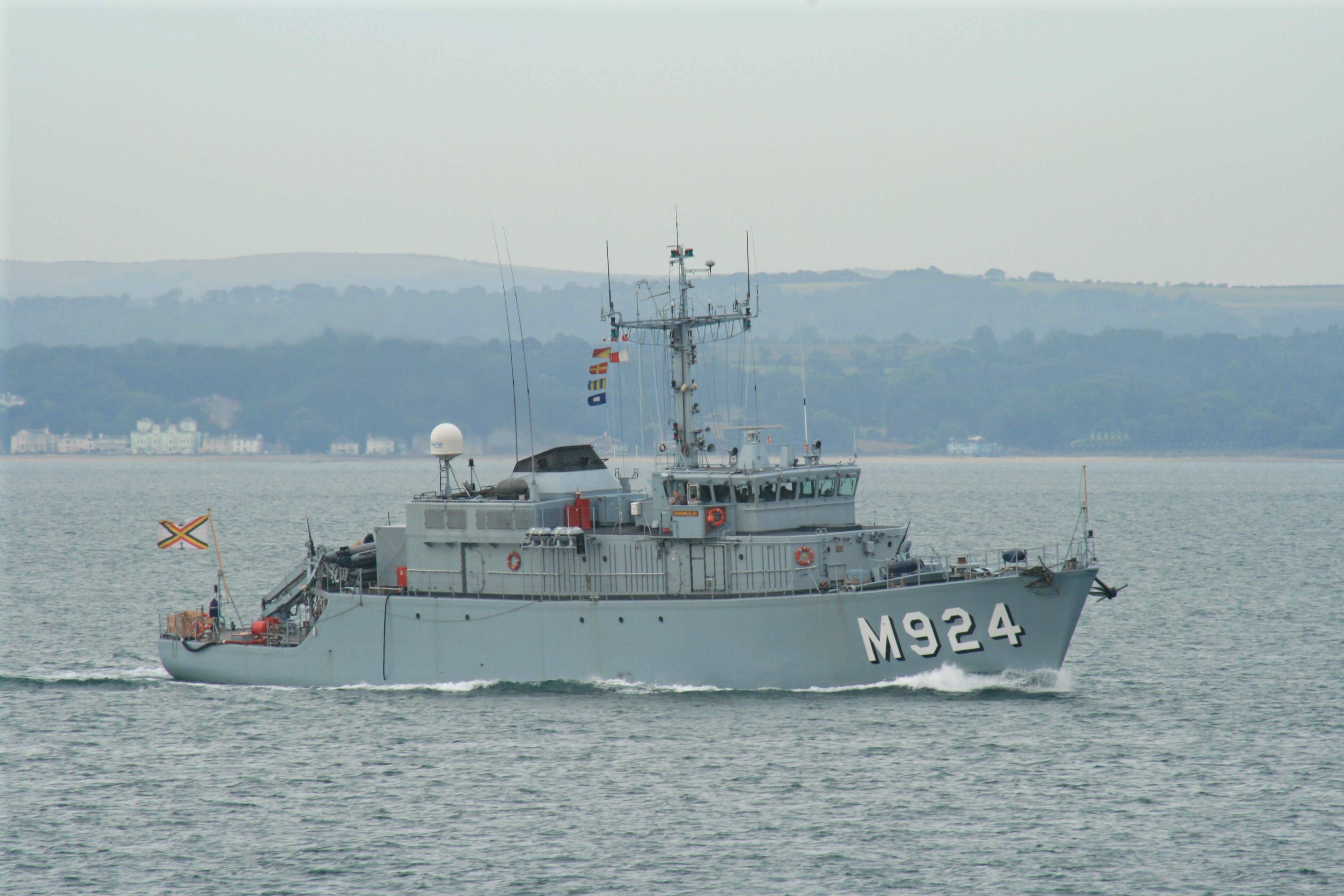
BNS Primula
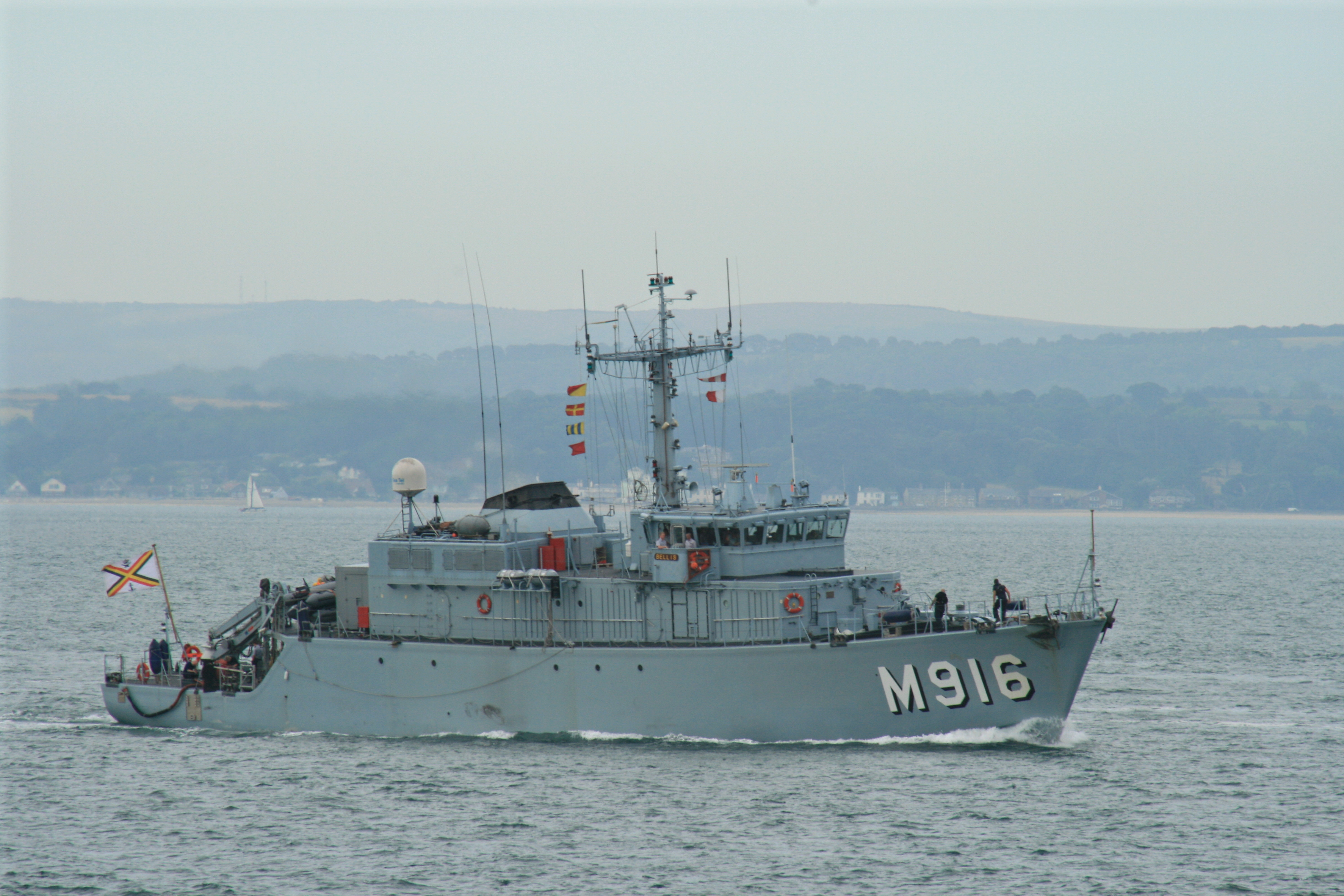
BNS Bellis

### Franse Marine
Klasse Eridan
- M641 Eridan
- M642 Cassiopée
- M643 Andromède
- M644 Pégase
- M645 Orion
- M646 Croix du Sud
- M647 Aigle
- M648 Lyre
- M649 Persée
- M650 Sagittaire
- M651 Verseau (ex-M920 Iris)
- M652 Céphée (ex-M919 Fuchsia)
- M653 Capricorne (ex-M918 Dianthus)

### Indonesische Marine
Klasse Pulau Rengat
- 711 Pulau Rengat (oorspronkelijk bedoeld als de M864 Willemstad van Nederland, al verkocht tijdens aanbouw. Nieuw schip op stapel gezet voor Nederland, de uiteindelijke M864 Willemstad. )
- 712 Pulau Rupat (oorspronkelijk de M863 Vlaardingen van Nederland, al verkocht tijdens aanbouw. Nieuw schip op stapel gezet voor Nederland, de uiteindelijke M863 Vlaardingen. )

### Koninklijke Nederlandse Marine
Klasse Alkmaar
- M850 Hr.Ms. Alkmaar (verkocht aan Letland)
- M851 Hr.Ms. Delfzijl (verkocht aan Letland)
- M852 Hr.Ms. Dordrecht (verkocht aan Letland)
- M853 Hr.Ms. Haarlem (verkocht aan Pakistan)
- M854 Hr.Ms. Harlingen (verkocht aan Letland)
- M855 Hr.Ms. Scheveningen (verkocht aan Letland)
- M856 Hr.Ms. Maassluis (verkocht aan Bulgarije)
- M857 Zr.Ms. Makkum (Uit dienst beloofd als donatie aan Oekraïne)
- M858 Hr.Ms. Middelburg (verkocht aan Pakistan)
- M859 Hr.Ms. Hellevoetsluis (verkocht aan Bulgarije)
- M860 Zr.Ms. Schiedam
- M861 Zr.Ms. Urk (uit dienst reserve)
- M862 Zr.Ms. Zierikzee
- M863 Zr.Ms. Vlaardingen (Uit dienst beloofd als donatie aan Oekraïne)
- M864 Zr.Ms. Willemstad